# Orthizema
Orthizema is een geslacht van insecten uit de orde vliesvleugeligen (Hymenoptera) en de familie Ichneumonidae.

## Soorten
- O. amabile (Hedwig, 1939)
- O. flavicorne (Schmiedeknecht, 1905)
- O. francescae Schwarz & Shaw, 2011
- O. graviceps (Marshall, 1868)
- O. hadrocerum (Thomson, 1884)
- O. macrocerum (Hellen, 1967)
- O. mandibulare Horstmann, 1993
- O. nigriventre Horstmann, 1992
- O. obscurum Horstmann, 1993
- O. opacinotum (Hellen, 1967)
- O. pullator (Gravenhorst, 1829)
- O. subannulatum (Bridgman, 1883)
- O. testaceipes (Cushman, 1922)
- O. transsylvanicum (Kiss, 1924)
- O. triannulatum (Thomson, 1884)